# Spirit Lake (Idaho)
Spirit Lake es una ciudad ubicada en el condado de Kootenai en el estado estadounidense de Idaho. En el Censo de 2010 tenía una población de 1945 habitantes y una densidad poblacional de 328,51 personas por km².

## Geografía
Spirit Lake se encuentra ubicada en las coordenadas 47°57′58″N 116°52′4″O / 47.96611, -116.86778. Según la Oficina del Censo de los Estados Unidos, Spirit Lake tiene una superficie total de 5.92 km², de la cual 5.92 km² corresponden a tierra firme y (0%) 0 km² es agua.

## Demografía
Según el censo de 2010, había 1945 personas residiendo en Spirit Lake. La densidad de población era de 328,51 hab./km². De los 1945 habitantes, Spirit Lake estaba compuesto por el 0.1% blancos, el 0.15% eran afroamericanos, el 0.51% eran amerindios, el 0.36% eran asiáticos, el 0.1% eran isleños del Pacífico, el 0.62% eran de otras razas y el 1.9% pertenecían a dos o más razas. Del total de la población el 2.78% eran hispanos o latinos de cualquier raza.